# 都民ニュース
都民ニュース（とみんニュース）は、TBSラジオで1971年4月から放送されている東京都提供の情報番組（広報番組）である。

## 概要
TBSラジオは1951年12月の開局当初から平日と土曜日の19時台（後に18時台）に『都庁だより』のタイトルで東京都の広報番組を放送した。1969年4月からは朝のワイド番組『サラリーマンニュースショー 朝のファンファーレ』内の7時台前半でコーナーとして扱われ、タイトルも『東京都のお知らせ』に改題された。
1971年4月から『朝のファンファーレ』の直後に放送されていた『おはよう片山竜二です』内の1コーナーとして8時台後半に移動し、現在のタイトルである『都民ニュース』に改題される。1972年の4月から現在まで、平日と土曜日でワイド番組は異なり放送時間帯は番組の編成により多少の変更があるが、一貫して8時台後半である。
日曜日は『都庁だより』時代から一貫して放送されていなかったが、2009年4月の改編で『プレシャスサンデー』の放送時間が8時50分までに拡大されて平日・土曜日とほぼ同じ時間帯で放送を開始した。2017年4月から日曜日のみ夕方に移動し、『爆笑問題の日曜サンデー』内で16:45頃から5分間放送された。
2021年4月から平日のみの放送となった。

## テーマ曲
- ザ・スプートニクス（英語版）「Fabian Melody」

TBSラジオの内部でもこの曲が何であるか記録に残っておらず、いわば、『TBSラジオの七不思議』の一つとされ、2024年末に判明するまで謎になっていたという。

## 放送時間・内包番組の変遷
- 月曜日 - 金曜日 8時47分ごろから5分間（2021年4月 - ）

### 2025年度から
- 月曜日 - 木曜日
  - パンサー向井の＃ふらっと 内
- 金曜日
  - 今田耕司のお耳拝借!金曜日 内（2025年4月4日 - ）

### 2022年度から
- 月曜日 - 木曜日
  - パンサー向井の＃ふらっと 内（2022年3月28日 - ）
- 金曜日
  - 金曜ボイスログ 内

## アナウンス
2025年4月現在
2025年4月改編をもって金曜日は『今田耕司のお耳拝借!金曜日』となり、同番組のアシスタントの良原安美が担当。
2023年9月現在
『パンサー向井の＃ふらっと』では主にTBSアナウンサーが担当している。かつて年に一度、同年にTBS（のちにTBSテレビ）へ入社した新人アナウンサーによる自身の紹介を兼ねての読み上げを行う特別企画が存在したが、現在では中堅からベテランのアナウンサーと共に新人アナウンサーも区別なく担当する。前番組の『森本毅郎・スタンバイ!』内のコーナー『スポーツ・スタンバイ』を担当したアナウンサーがそのまま都民ニュース（と9時のTBSニュース）を読むことが多い。
金曜日の『金曜ボイスログ』では佐野いくみが担当（そのあとの9時のTBSニュースは月〜木曜同様『スポーツ・スタンバイ』担当アナが担当することが多い）。
過去
2022年3月まで放送されていた『伊集院光とらじおと』では曜日ごとに担当者が存在し、月曜：近藤夏子、火曜：竹内香苗、水曜：安田美香、木曜：喜入友浩が担当していた。
『大沢悠里のゆうゆうワイド』では大沢悠里がメインで担当し、月曜日は西村知江子、水曜日は見城美枝子が大沢と共に担当していた（2016年4月の番組終了当時）。
土曜日の『土曜ワイドラジオTOKYO 永六輔その新世界』では永六輔、長峰由紀、雨宮塔子、堀井美香、外山惠理、はぶ三太郎が一つずつ読み上げる形でそれぞれ担当していたが、番組末期はアシスタントのみの担当となった。2015年9月の『土曜ワイド』終了後は、『土曜朝イチエンタ。堀尾正明+PLUS!』内で長峰が担当、さらに2017年4月からは『蓮見孝之 まとめて!土曜日』内で北村まあさが担当した。
日曜日は2009年4月から2017年3月まで『プレシャスサンデー』内で8時40分頃より当番組のメインパーソナリティが担当していた。『日曜サンデー』では良原安美と第5日曜のみ外山がそれぞれ担当していた。